# Nyamukubi (Fluss)
Der Nyamukubi ist ein Fluss im Territorium Kalehe in der Provinz Sud-Kivu im Osten der Demokratischen Republik Kongo, der Richtung Süden fließend in den Kiwusee mündet. Er wird von der Nationalstraße 2 überquert.

## Geschichte
Schwere Regenfälle zwischen 2. und 5. Mai 2023 im Territorium Kalehe führten zu Überflutungen an den Flüssen in der Region, darunter am Nyamukubi. Die Überschwemmungen und Erdrutsche trafen die beiden Orte Nyamukubi und Bushushu besonders schwer und zerstörten diese größtenteils. In allen betroffenen Orten zusammengenommen kamen mindestens 460 Menschen ums Leben. Am 8. Mai wurde einen Tag Staatstrauer erklärt.